# Euripus triquilla
Euripus triquilla är en fjärilsart som beskrevs av Hans Fruhstorfer 1903. Euripus triquilla ingår i släktet Euripus och familjen praktfjärilar. Inga underarter finns listade i Catalogue of Life.